# Apristurus australis
Apristurus australis és una espècie de peix de la família dels esciliorrínids i de l'ordre dels carcariniformes.

## Morfologia
- Els mascles poden assolir 61,6 cm de longitud total.[4]

## Hàbitat
És un peix marí de clima subtropical que viu entre 486-1.035 m de fondària.

## Distribució geogràfica
Es troba a Austràlia.